# Diospyros elegans
Diospyros elegans är en tvåhjärtbladig växtart som beskrevs av Charles Baron Clarke. Diospyros elegans ingår i släktet Diospyros och familjen Ebenaceae. Inga underarter finns listade i Catalogue of Life.